# 켄징턴 첼시 왕립구
켄징턴 첼시 구 (Royal Borough of Kensington and Chelsea, 줄여서 RBKC)는 왕립구 지위를 가진 런던의 이너런던 자치구로,  런던 중심에서 서쪽에 위치해 있다. 런던에서 가장 작고 잉글랜드에서는 두 번째로 작은 구로, 켄징턴 첼시 도시권은 이즐링턴구 다음으로 영국에서 인구밀도가 가장 높은 축에 속한다.
켄징턴 첼시 구는 서쪽으로 해머스미스 풀럼구, 동쪽으로 시티오브웨스트민스터와 맞닿아 있다. 켄징턴 첼시 구에는 주요 박물관과 대학교가 자리한 지구인 '앨버토폴리스', 해로즈, 피터 존스, 하베이 니콜스를 비롯한 백화점, 그리고 벨그레이비어와 나이츠브리지, 켄징턴 가든스에 위치한 여러 대사관이 있다. 유럽에서 가장 큰 축제인 노팅힐 카니발이 열리는 본거지이기도 하다.
켄징턴 첼시 구의 행정부는 켄징턴 첼시 구의회이며, 구의 표어는 '하나되어 사는 것이 얼마나 좋은가' (Quam Bonum in Unum Habitare)이다.

## 역사
켄징턴 첼시 구는 옛 켄징턴과 첼시 광역구를 통합해 1965년 신설되었다. 켄징턴 구에 부여됐던 왕립구 지위는 켄징턴 첼시 구로 그대로 계승됐다. 신설될 때 자치구 이름은 원래 '켄징턴'으로만 부르기로 했었으나, 지역에서 첼시라는 명칭도 포함하는 쪽을 지지하여 최종적으로 '켄징턴 앤드 첼시'가 되었다.

## 지구
켄징턴 첼시 구에 속하는 지구는 다음과 같다.
- 앨버토폴리스
- 베이스워터 (시티오브웨스트민스터에도 일부가 속함)
- 벨그레이비어 (시티오브웨스트민스터에도 일부가 속함)
- 브롬턴
- 첼시
- 얼스코트
- 홀랜드파크
- 켄잘타운 (시티오브웨스트민스터에도 일부가 속함)
- 켄징턴
- 나이츠브리지 (시티오브웨스트민스터에도 일부가 속함)
- 래드브로크그로브
- 노스켄징턴
- 노팅힐
- 사우스켄징턴
- 웨스트브롬턴
- 웨스트켄징턴 (해머스미스 풀럼구에도 일부가 속함)
- 월즈엔드

켄징턴 첼시 구의 공원과 공유지는 en:Kensington and Chelsea parks and open spaces를 참고하라.

## 인구
| 연도  | 인구    | ±%     |
| ----- | ------- | ------ |
| 1801  | 22,088  | —      |
| 1811  | 31,085  | +40.7% |
| 1821  | 43,296  | +39.3% |
| 1831  | 55,865  | +29.0% |
| 1841  | 46,807  | −16.2% |
| 1851  | 69,379  | +48.2% |
| 1861  | 128,828 | +85.7% |
| 1871  | 188,277 | +46.1% |
| 1881  | 247,725 | +31.6% |
| 1891  | 258,015 | +4.2%  |
| 1901  | 250,267 | −3.0%  |
| 1911  | 242,884 | −3.0%  |
| 1921  | 243,589 | +0.3%  |
| 1931  | 244,297 | +0.3%  |
| 1941  | 233,377 | −4.5%  |
| 1951  | 223,144 | −4.4%  |
| 1961  | 205,598 | −7.9%  |
| 1971  | 189,571 | −7.8%  |
| 1981  | 125,892 | −33.6% |
| 1991  | 145,171 | +15.3% |
| 2001  | 158,922 | +9.5%  |
| 2011  | 158,649 | −0.2%  |
| Note: |         |        |

2011년 인구총조사 기준 켄징턴 첼시 구의 인구는 158,649명으로, 인종 비중은 백인 71%, 아시아인 10%, 소수민족 5%, 아프리카계 흑인 3.4%, 캐러비안계 흑인 2%였다. 프랑스인 거주 인구가 높다는 점 때문에 파리의 제 21대 구라는 비공식 명칭을 오랫동안 지니고 있기도 했다.
2005년에는 거주 용도 건물이 차지하는 토지 비율이 19% 이상으로 잉글랜드 내에서는 가장 높고, 전국 평균의 절반을 웃도는 것으로 나타났다. 비거주 용도 건물이 차지한 토지 비율도 12%로, 다섯 번째로 가장 컸다.
국가통계청이 발표한 2004년 10월 통계에 따르면 여성의 기대 수명은 2001~2003년 기준 84.8세로, 영국에서 가장 높았다. 같은 기간 남성의 기대 수명은 79.8세로 영국에서 세번째로 높았다. 하지만 1991~1993년 통계에서는 현저히 낮았는데, 각각 남성 73.0세 (전국 301위), 여성 80.0세 (전국 129위)였다. 상세 조사에서는 첼시 내 부유한 지구 (로열호스피털, 핸스타운)와 공공임대주택 및 빈곤 수준이 높은 노스켄징턴의 최북단 지구 (골본, 댈거노)의 기대 수명 차이는 12년인 것으로 나타났다.
한편 켄징턴 첼시 구는 연간 60,000파운드 이상의 고소득자 비율이 16.6%로, 잉글랜드에서 가장 큰 구이기도 하다. 직업별 노동자를 살펴보면 금융업이 가장 큰 비중을, 소매업이 가장 적은 비중을 차지했다.
2006년 12월 스포츠 잉글랜드가 발표한 조사에 따르면, 켄징턴 첼시 구의 주민은 스포츠와 그 외의 건강 활동을 잉글랜드에서 네 번째로 가장 많이 하는 것으로 나타났다. 총인구 중 27.9%는 한 주마다 최소 3번씩 30분 운동에 참여했다.
뉴폴리시 인스티튜트와 트러스트 포 런던이 공동으로 진행한 프로젝트인 런던 빈곤 프로필의 2013년 통계를 보면 켄징턴 첼시 구에서 소득 상위격차가 가장 큰 것으로 나타났다. 상위 25%의 소득은 시간당 최소 41파운드로, 하위 25%의 소득인 시간당 12파운드 이하보다 3.5배 더 컸다.

## 정치

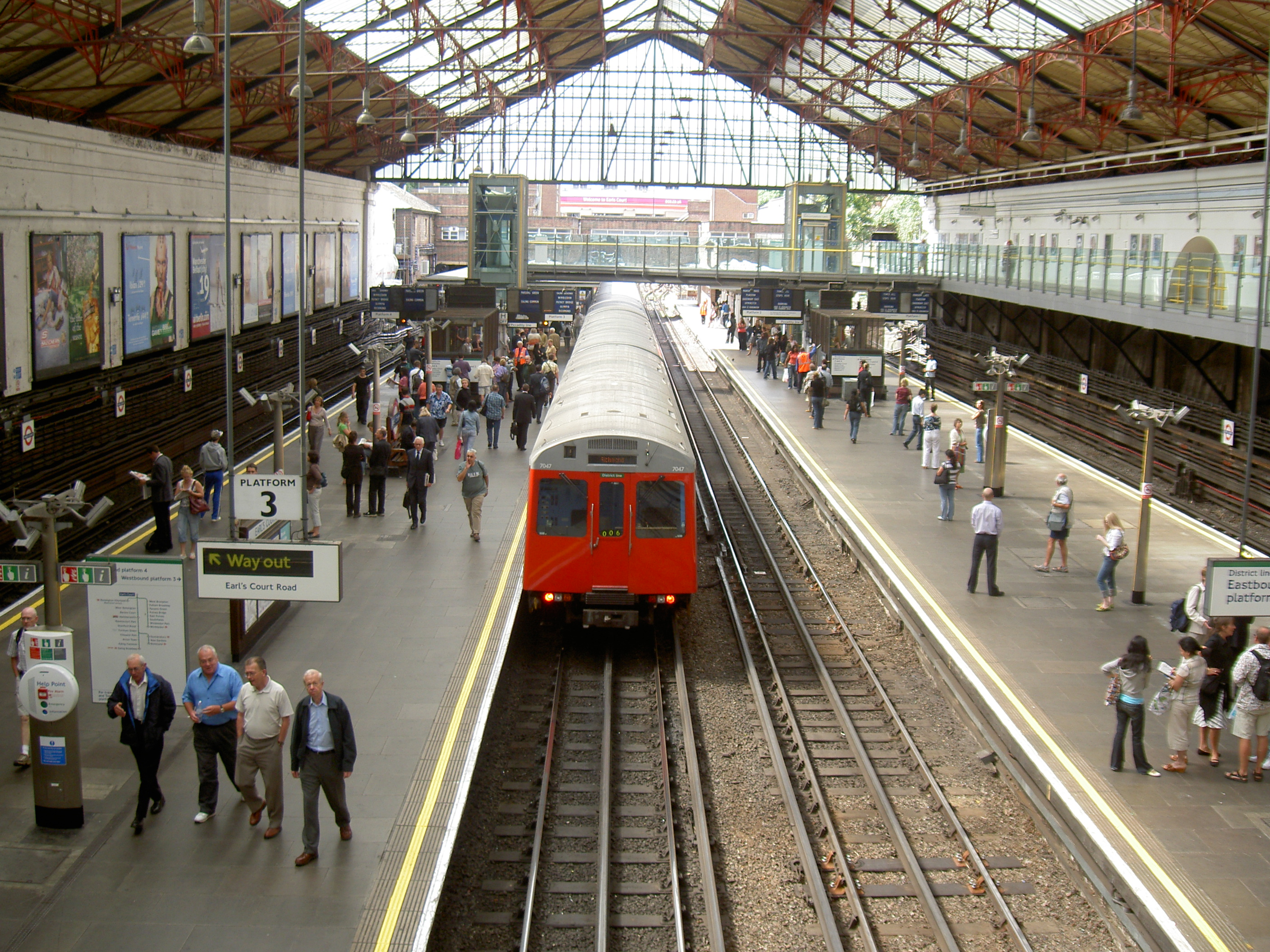
얼스 코트 역을 출발하는 런던 지하철 열차

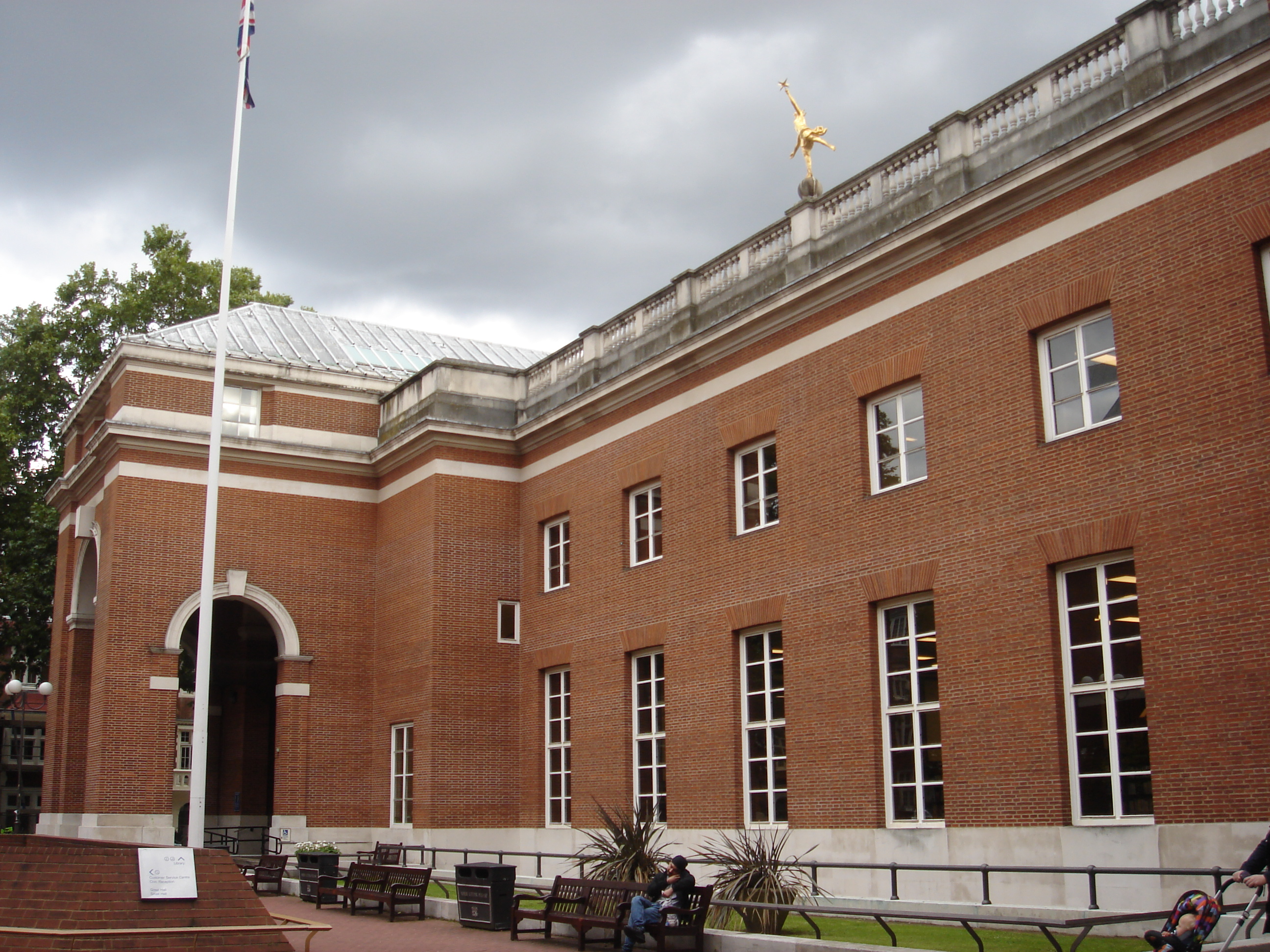
런던 W8 켄징턴 중앙도서관

켄징턴 첼시 구의회 대표를 맡은 유명한 인물로는 니콜라스 프리맨 (1977~1989년 재직)와 머릭 코켈 (2000~2013년 재직)이 있다. 구의회 정당 분포는 보수당 42석, 노동당 9석, 자유민주당 3석이다. 경제적으로 가난한 지역이 있는 지구에서는 노동당이나 자민당 시의원들이 당선되어 왔는데, 노스켄징턴이 만나는 킬번, 켄설라이즈/그린, 래드브로크그로브와 같은 이들 변방 지구들은 왕립구 내에서 북쪽을 향해 모여 있다. 홀랜드파크, 노팅힐, 켄징턴, 사우스켄징턴, 첼시 지구 모두 1965년 구의회 창립 이래 선거 결과를 보면 노동당이나 보수당, 둘 중 하나에 쏠리는 지정석이다.
켄징턴 첼시 구의 최고행정관 (구청장)은 이웃한 해머스미스 풀럼구와 공통이며, 이 두 구는 다시 또 웨스트민스터 시의회와 함께 공공사업과 행정부서가 하나로 통합되어 있다. 이에 대해서는 런던 삼구 공동 행정사업을 참고하라.
켄징턴 첼시 구는 영국 의회 하원을 이루는 두 개의 선거구로 나뉘는데, 다음과 같다.
- 켄징턴 - 빅토리아 버윅 보수당 의원의 지역구
- 첼시 풀럼 - 그레그 핸즈 보수당 의원의 지역구

2005년에는 두 선거구의 정당이 각각 다르게 나뉘었었다. 켄징턴 첼시 선거구는 보수당의 맬컴 리프킨드 경이, 리전트파크 켄징턴노스 선거구는 노동당의 캐런 벅이 의석을 차지하고 있었다.
리프킨드 의원은 이후로도 켄징턴 지역구 의석을 지키다가, 영국 실세 외교관과 정치인들과의 만남을 대가로 돈을 챙긴 스캔들에 연루됐다고 방송 취재에서 밝혀지면서, 2015년 총선에 이르러 의원직을 사퇴했다.
| 1885년       | 1974년 2월 | 1997년                       | 2010년           |
| ------------ | ---------- | ---------------------------- | ---------------- |
| 켄징턴노스   | 켄징턴     | 리전트파크 켄징턴노스의 일부 | 켄징턴           |
| 켄징턴사우스 | 켄징턴     | 켄징턴 첼시                  | 켄징턴           |
| 첼시         | 첼시       | 켄징턴 첼시                  | 첼시 풀럼의 일부 |

## 명소

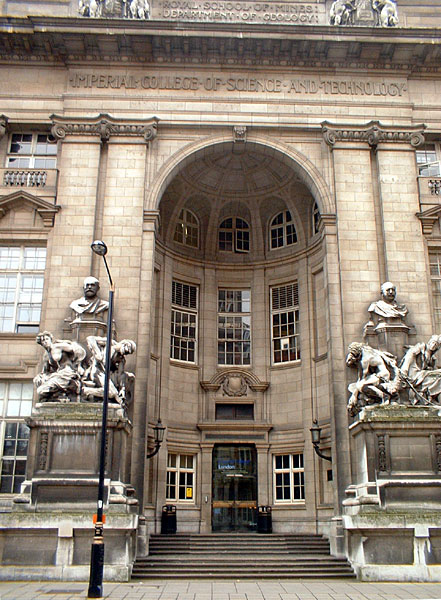
임페리얼 칼리지 런던의 광업대학 입구

켄징턴 첼시 구내에는 다음과 같은 런던의 관광지와 랜드마크 몇 곳이 있다.
- 브롬턴 오라토리
- 얼스코트
- 해로즈
- 임페리얼 칼리지 (캠퍼스)
- 켄징턴 아케이드
- 켄징턴 고가
- 켄징턴 궁전
- 킹스로드
- 래드브로크 그로브
- 레이튼 하우스 박물관
- 노팅힐게이트
- 올림피아
- 포토벨로 로
- 로열 앨버트 홀
- 첼시 왕립병원
- 샛치 미술관
- 슬런 가
- 런던 과학박물관과 런던 자연사박물관
- 빅토리아 앨버트 박물관
- 스탬퍼드 브리지

## 교육

### 학교

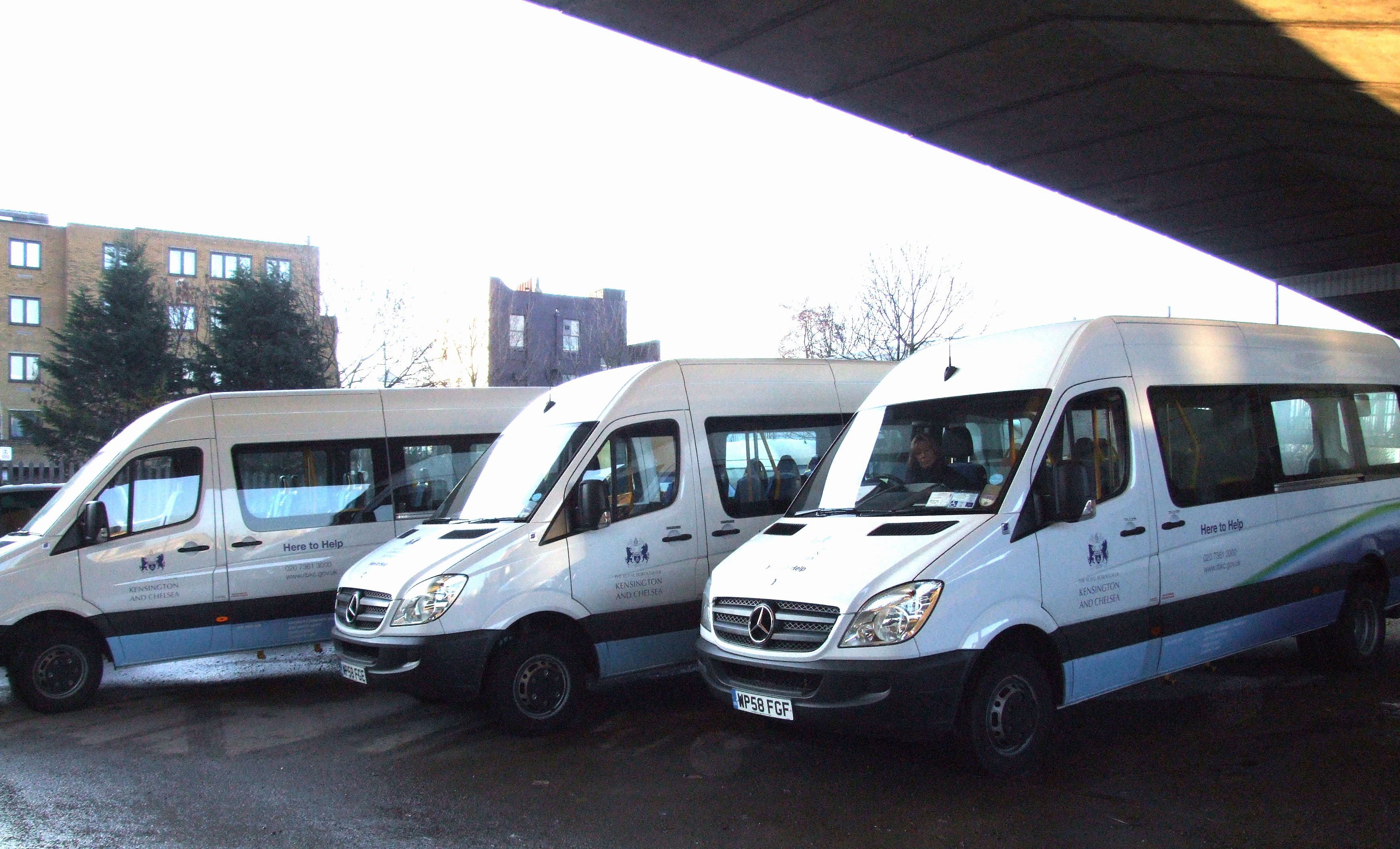
Social services transport provided by the Borough

켄징턴 첼시 구의회의 교육부가 국립학교에 자금을 지원한다.

### 중·고등학교
- 켄징턴 첼시 칼리지
- 세인트 찰스 캐톨릭 식스폼 칼리지

### 대학교
- 잉글리시 내셔널 밸럿 스쿨- 첼시 중심부에 위치
- 왕립 예술 대학교 – 본 캠퍼스는 사우스켄징턴에, 조형부는 배터시에 있다.
- 왕립 음악 대학교
- 임페리얼 칼리지 런던 – 본 캠퍼스가 사우스켄징턴에 있다.
- 히스롭 칼리지 – 신학과 철학을 전문으로 하는 런던대학교의 컨스티튜언트 칼리지
- 리치몬드 런던 아메리카 국제 대학교 – 부캠퍼스가 켄징턴에 있다.
- 포덤 대학교 - 히스롭 칼리지와의 파트너십으로 캠퍼스가 있다.

### 공공 도서관
도서관으로는 켄징턴 중앙도서관, 첼시 도서관, 켄잘 도서관, 브롬턴 도서관, 노스켄징턴 도서관, 노팅힐게이트 도서관이 있다.

## 국제 관계

### 프랑스인 공동체
프랑스 정부 통계에 따르면 영국에서 거주하는 프랑스인의 수는 1991년부터 매년마다 증가하는 추세다. 2006년에는 8,716명으로 상승해 근 20년간 가장 큰 수를 기록했다. 프랑스인은 런던 대부분 지역에 거주하지만 그 중에서도 특히 켄징턴에 거주한다. 켄징턴에 자리한 프랑스 학교는 여러 곳이 있으며, 지역의회나 교육부가 운영하지도 않고 소속된 것도 아니기에 공식적으로는 영국 내 독립학교로 분류된다. 웨스트런던에 있는 라 프티 에콜 프랑세즈 학교 (La Petite École Française)와 사우스켄징턴에 있는 리세 프랑세 샤를 드 골 (프랑스 정부 소속, 운영하는 학교)가 이들 중 하나다.

### 자매 도시
켄싱턴 첼시 구의 현 자매 도시는 다음과 같다.
- 프랑스 칸[13]

## 같이 보기
- 런던 자치구
- 런던 삼구 공동 행정사업(영어판)